# Clausophyes tropica
Clausophyes tropica är en nässeldjursart som beskrevs av Grace Odel Pugh 1995. Clausophyes tropica ingår i släktet Clausophyes och familjen Clausophyidae. Inga underarter finns listade i Catalogue of Life.